# Lonchodes supernumerarius
Lonchodes supernumerarius är en insektsart som beskrevs av Brunner von Wattenwyl 1907. Lonchodes supernumerarius ingår i släktet Lonchodes och familjen Phasmatidae. Inga underarter finns listade i Catalogue of Life.